# هفت فرمانده نظامی رژیم تویوتومی
هفت فرمانده نظامی رژیم تویوتومی یا هفت شو (به ژاپنی: 七将 しちしょう) (شیچی شو)؛ به هفت فرمانده ارشد سامورایی در خدمت تویوتومی هیده‌یوشی گفته می‌شود که پس از مرگ او قصد کشتن ایشیدا میتسوناری را داشتند.
این هفت نفر عبارت بودند از:
- فوکوشیما ماسانوری
- کاتو کیوماسا
- ایکدا تروماسا
- هوسوکاوا تادائوکی
- آسانو یوشیناگا
- کاتو یوشی‌آکی
- کورودا ناگاماسا

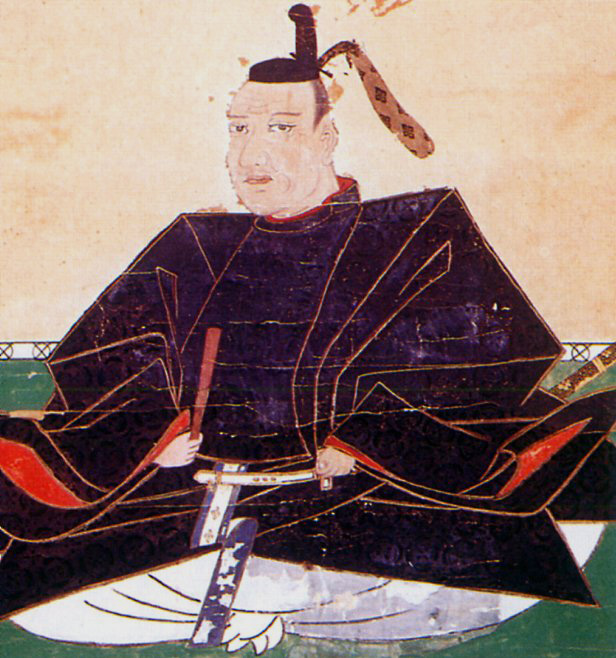
فوکوشیما ماسانوری 福島正則
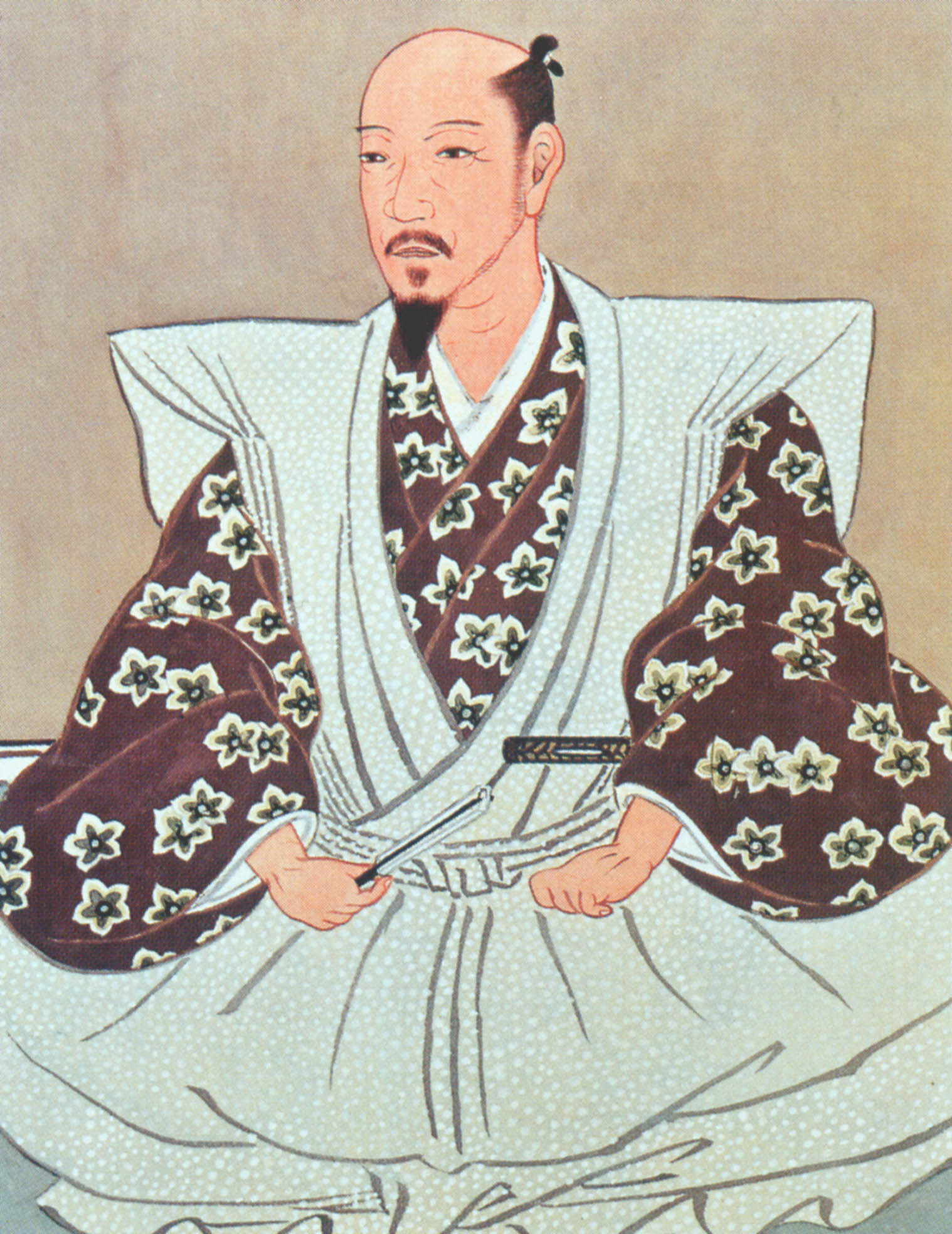
کاتو کیوماسا 加藤清正
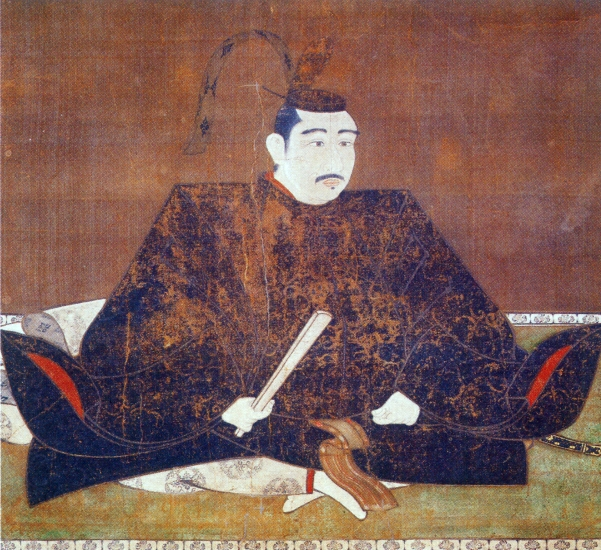
ایکدا تروماسا 池田輝政
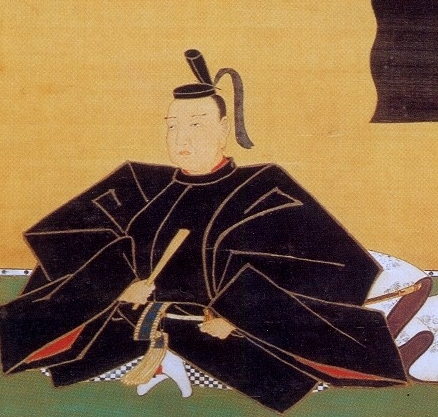
هوسوکاوا تادائوکی 細川忠興
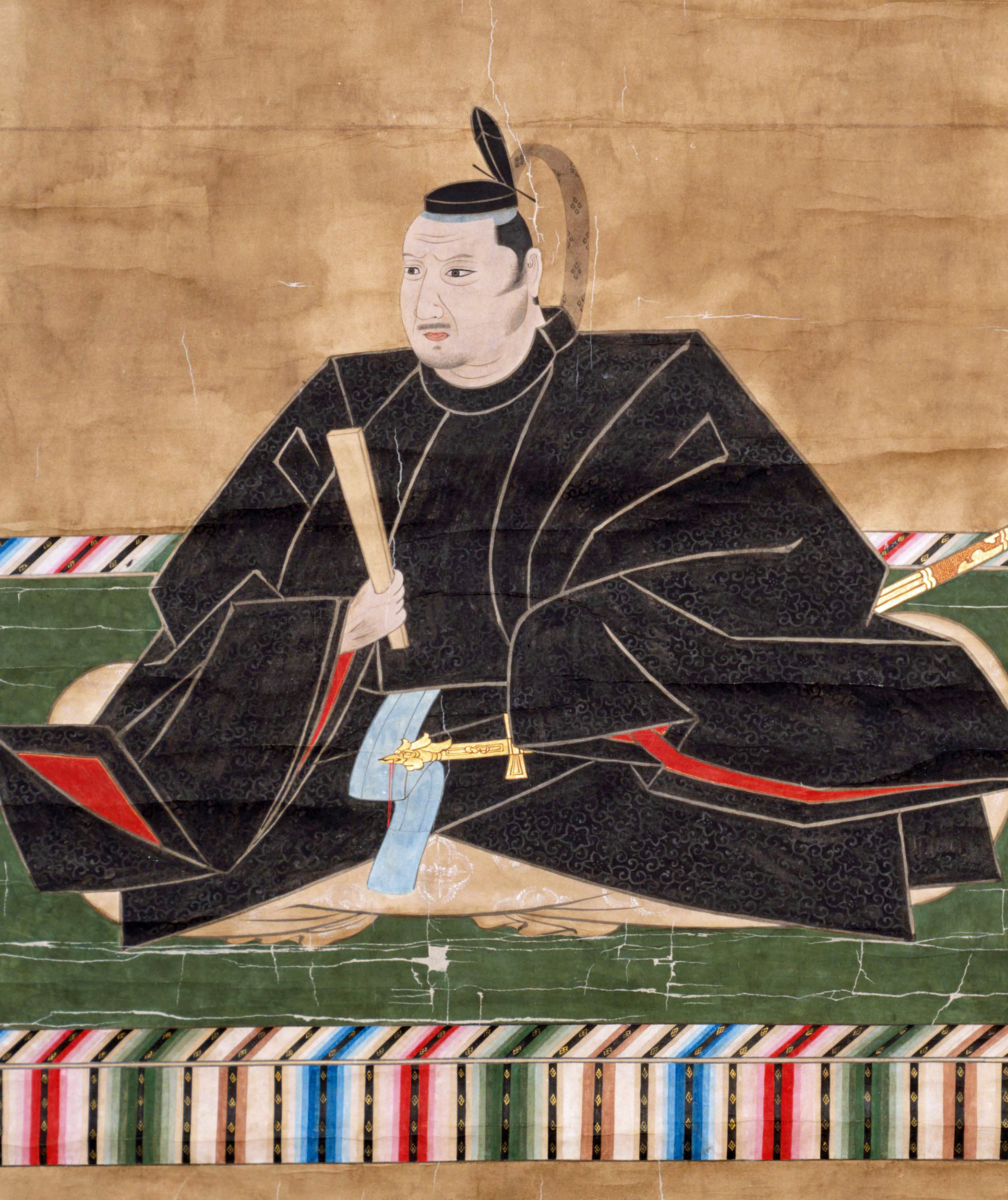
آسانو یوشیناگا 浅野幸長
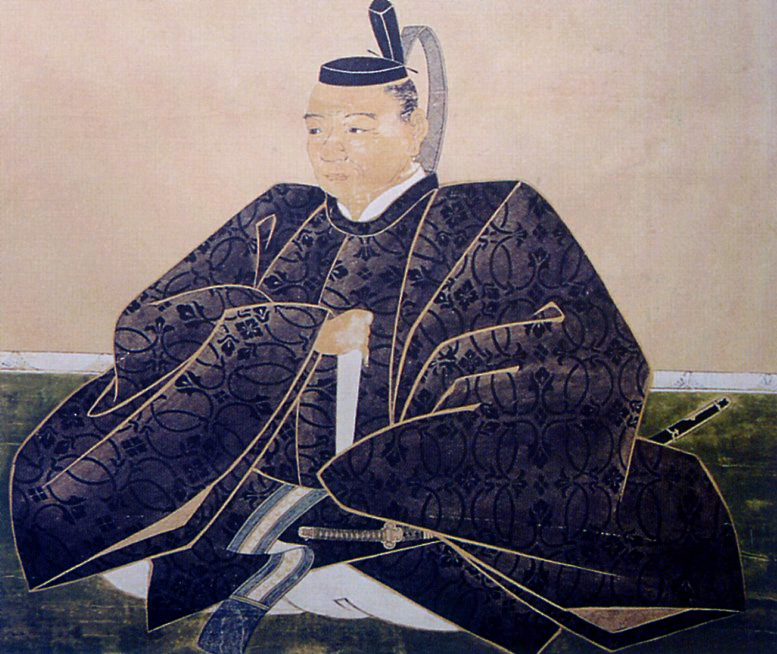
کاتو یوشی‌آکی 加藤嘉明
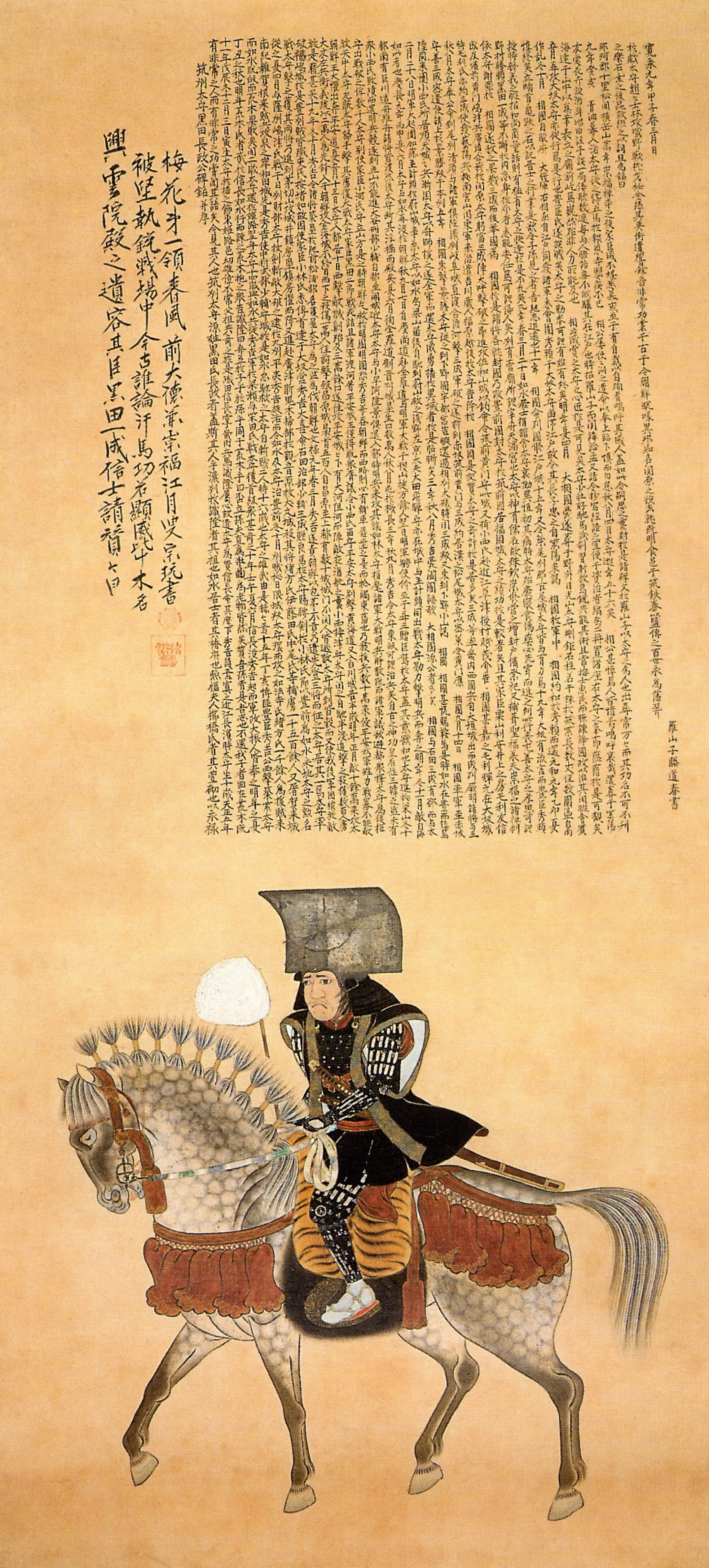
کورودا ناگاماسا
 黒田長政

## حادثه حمله به ایشیدا میتسوناری
پس از مرگ هیده یوشی، درگیری در دولت تویوتومی بین جناح نظامی به رهبری هفت ژنرال و جناح بونجی، از جمله ایشیدا میتسوناری، که مسئول امور اداری بود، پدید آمد. مائدا توشی‌ایه، یکی از پنج پیر (گوتایرو)، سعی کرد میان این دو جناح میانجیگری کند، اما در ۳ مارس ۱۵۹۹ درگذشت. با مرگ او، کسی برای داوری درگیری بین دو جناح باقی نماند و دشمنی بین دو جناح بیشتر شد.
گروه بودان که مدتی به دلیل ارزیابی نبرد قلعه اولسان در هنگام اعزام نیروها به کره، از جناح میتسوناری کینه داشت، قصد داشت در عمارت کاتو کیوماسا در قلعه اوساکا جمع شود و از آنجا به عمارت میتسوناری حمله کند و میتسوناری را ترور کند. با این حال، میتسوناری از طریق گزارشی از کوواجیما جیمون ، که به تویوتومی هیده‌یوری خدمت می‌کرد، از این موضوع مطلع شد و به همراه شیما ساکون و دیگران به عمارت ساتاکه یوشینوبو گریخت. علاوه بر این، هفت ژنرال همیشه به دنبال رضایت ایه‌یاسو بودند و هفت ژنرال تنها به آنچه مورد تأیید ایه‌یاسو بود، عمل می‌کردند. این حادثه یک جنگ خصوصی نبود، بلکه به عنوان بخشی از یک دعوای سیاسی رخ داد. اشاره شد که درگیری در این حادثه بین هفت ژنرال و میتسوناری نبود، بلکه بین طرف توکوگاوا و نیروهای ضد توکوگاوا بود.

### فرار میتسوناری به فوشیمی
وقتی هفت ژنرال متوجه شدند که میتسوناری در عمارت نیست، عمارت‌های فئودال‌های مختلف را در قلعه اوساکا جستجو کردند و ارتش کاتو نیز به اقامتگاه ساتاکه یوشینوبو نزدیک شد؛ بنابراین، میتسوناری و حزبش از اقامتگاه ساتاکه فرار کردند و خود را در قلعه فوشیمی کیوتو پنهان کردند و از این واقعیت که در آنجا عمارتی داشتند، استفاده کردند. حکایتی که میتسوناری در این زمان به عمارت توکوگاوا ایه‌یاسو فرار کرد در بسیاری از کتاب‌ها و رساله‌های تاریخی شرح داده شده‌است.、 با این حال، تومویاما در «راکوهوشو» نوشته شده در عصر کیوهو می‌نویسد که میتسوناری به عمارت خود در فوشیمی بازگشت.